# Александр Андреєв
Александр Андреєв (1883-1928) - македонський революціонер, велешський, солунський і єніджевардарський воєвода, член Македонської революційної організації.

## Біографія
Александр Андреєв народився в 1883 році. У 1901 році став четником у воєводи Крсте Асенова, Христо Чернопєєва та Івана Наумова Альджабакота. У період з 1907 по 1908 був призначений Велеським крайовим керівником Організації. У 1911 році повернувся до Велеса як четар. Через деякий час його призначили воєводою роти в Салоніках та Єніджевардарі.
Після 1918 року відійшов від активної революційної діяльності й оселився в Софії, де й помер у 1928 році.

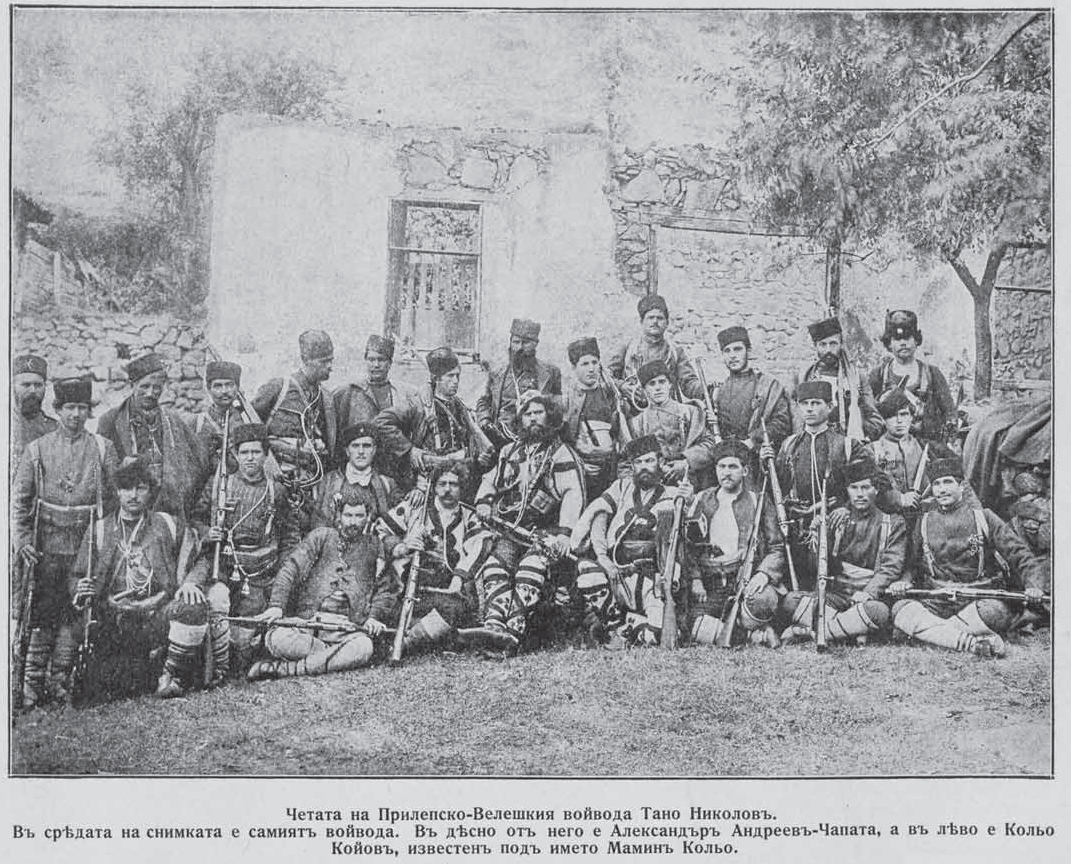
Прилепська четаВМРО, посередині Александр Андреєв, Тане Ніколов і Мамін Кольо

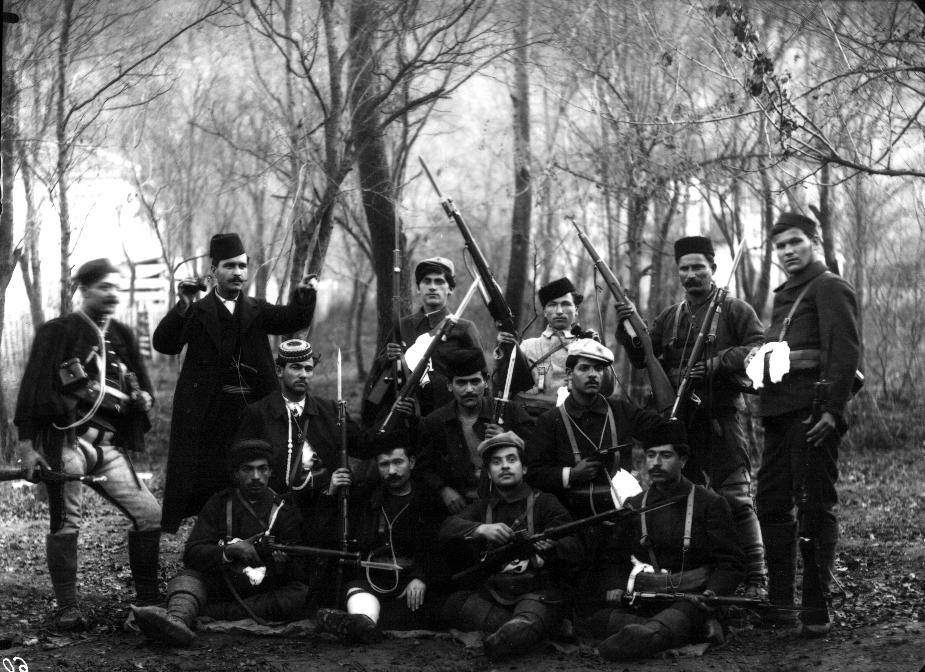
Загін Стефана Кондакова та Олександра Андрєєва з 1903 року